# Effectifs de la Coupe du monde de rugby à XIII 1972
 (mars 2025).
Cet article présente les effectifs de la Coupe du monde de rugby à XIII 1972 des quatre sélections qui disputent la compétition en France en 1972.
Chaque équipe dispose de dix-neuf joueurs.

## Les équipes

### Australie
Le sélectionneur est Harry Bath.
| Nom                  | Âge | Matchs (Ptsmarqués) pendant l'édition | Club            |
| -------------------- | --- | ------------------------------------- | --------------- |
| Graeme Langlands (c) | 31  | 4 (8)                                 | St. George      |
| Arthur Beetson       | 27  | 3 (3)                                 | Eastern Suburbs |
| Ray Branighan        | 24  | 4 (16)                                | Manly-Warringah |
| Bob Fulton           | 24  | 4 (16)                                | Manly-Warringah |
| John Elford          | 25  | 2 (0)                                 | Western Suburbs |
| John Grant           | 22  | 3 (0)                                 | South Brisbane  |
| Mark Harris          | 25  | 3 (6)                                 | Eastern Suburbs |
| Fred Jones           | 29  | 0 (0)                                 | Manly-Warringah |
| Stephen Knight       | 24  | 2 (0)                                 | Western Suburbs |
| Bob McCarthy         | 26  | 1 (1)                                 | South Sydney    |
| John O'Neill         | 29  | 4 (6)                                 | Manly-Warringah |
| Bob O'Reilly         | 23  | 3 (0)                                 | Parramatta      |
| Tommy Raudonikis     | 22  | 1 (3)                                 | Western Suburbs |
| Paul Sait            | 25  | 3 (6)                                 | South Sydney    |
| Geoff Starling       | 19  | 4 (0)                                 | Balmain         |
| Gary Stevens         | 28  | 3 (0)                                 | South Sydney    |
| Gary Sullivan        | 25  | 3 (0)                                 | Newtown         |
| Elwyn Walters        | 29  | 4 (3)                                 | South Sydney    |
| Dennis Ward          | 28  | 4 (3)                                 | Manly-Warringah |

### France
Le sélectionneur est Antoine Jimenez. Roger Garrigue, demi de mêlée référence et maître à joueur de l'équipe de France, déclare forfait et ne peut être convoqué en raison d'une grave blessure.
| Nom                  | Âge | Matchs (Ptsmarqués) pendant l'édition | Club               |
| -------------------- | --- | ------------------------------------- | ------------------ |
| Francis de Nadaï (c) | 25  | 3 (0)                                 | Limoux             |
| Michel Anglade       | 26  | 2 (0)                                 | Saint-Gaudens      |
| Elie Bonal           | 27  | 0 (0)                                 | Carcassonne        |
| Jean-Marie Bonal     | 29  | 3 (16)                                | Carcassonne        |
| Maurice de Matos     | 23  | 0 (0)                                 | Toulouse           |
| Jacques Franck       | 25  | 3 (0)                                 | Saint-Jacques      |
| Marius Frattini      | 31  | 2 (1)                                 | Cavaillon          |
| Jacques Garzino      | 29  | 2 (0)                                 | Avignon            |
| Serge Gleyzes        | 23  | 3 (0)                                 | Carcassonne        |
| Bernard Guilhem      | 19  | 3 (8)                                 | Carcassonne        |
| Jean-Marie Imbert    | 22  | 1 (0)                                 | Avignon            |
| Serge Marsolan       | 27  | 3 (0)                                 | Saint-Gaudens      |
| Michel Mazaré        | 18  | 1 (0)                                 | Villeneuve-sur-Lot |
| Michel Molinier      | 25  | 3 (0)                                 | Saint-Gaudens      |
| Guy Rodriguez        | 21  | 1 (0)                                 | Toulouse           |
| André Ruiz           | 25  | 3 (6)                                 | Carcassonne        |
| Jean-Pierre Sauret   | 26  | 1 (0)                                 | Villefranche       |
| Victor Serrano       | 28  | 3 (2)                                 | Saint-Gaudens      |
| Raymond Toujas       | 27  | 3 (0)                                 | Carcassonne        |
| Charles Zalduendo    | 20  | 3 (0)                                 | Toulouse           |

- Initialement convoqué et titulaire au poste d'arrière, Maurice de Matos se blesse avant la compétition et est remplacé par Raymond Toujas.

### Grande-Bretagne
Le sélectionneur est James Challinor.
| Nom                | Âge | Matchs (Ptsmarqués) pendant l'édition | Club         |
| ------------------ | --- | ------------------------------------- | ------------ |
| Clive Sullivan (c) | 29  | 4 (12)                                | Hull FC      |
| John Atkinson      | 26  | 4 (9)                                 | Leeds        |
| Paul Charlton      | 30  | 4 (3)                                 | Salford      |
| Terry Clawson      | 32  | 3 (20)                                | Leeds        |
| Colin Dixon        | 28  | 1 (0)                                 | Salford      |
| Chris Hesketh      | 27  | 4 (3)                                 | Salford      |
| John Holmes        | 20  | 3 (26)                                | Leeds        |
| Bob Irving         | 24  | 2 (0)                                 | Oldham       |
| David Jeanes       | 28  | 0 (0)                                 | Leeds        |
| Tony Karalius      | 29  | 1 (0)                                 | St. Helens   |
| Brian Lockwood     | 26  | 4 (0)                                 | Castleford   |
| Phil Lowe          | 22  | 4 (9)                                 | Hull KR      |
| Steve Nash         | 23  | 4 (3)                                 | Featherstone |
| George Nicholls    | 28  | 4 (3)                                 | Widnes       |
| Dennis O'Neill     |     | 2 (3)                                 | Widnes       |
| David Redfearn     | 21  | 1 (0)                                 | Bradford     |
| Mike Stephenson    | 25  | 4 (9)                                 | Dewsbury     |
| John Walsh         | 26  | 4 (0)                                 | St. Helens   |

### Nouvelle(-Zélande
Le sélectionneur est Des Barchard.
| Nom                | Âge | Matchs (Ptsmarqués) pendant l'édition | Club       |
| ------------------ | --- | ------------------------------------- | ---------- |
| Roy Christian (c)  | 29  | 3 (0)                                 | Auckland   |
| Mocky Brereton     |     | 3 (3)                                 | Canterbury |
| Bill Burgoyne      | 25  | 3 (3)                                 | Auckland   |
| Tony Coll          |     | 2 (3)                                 | West Coast |
| Warren Collicoat   |     | 1 (0)                                 | Auckland   |
| Graeme Cooksley    |     | 1 (0)                                 | Canterbury |
| Murray Eade        |     | 3 (3)                                 | Auckland   |
| Doug Gailey        |     | 3 (0)                                 | Auckland   |
| Peter Gurnick      |     | 3 (0)                                 | Auckland   |
| Don Mann           |     | 2 (0)                                 | Auckland   |
| Mita Mohi          | 33  | 1 (0)                                 | Canterbury |
| John O'Sullivan    | 22  | 1 (0)                                 | Auckland   |
| Phillip Orchard    | 24  | 3 (6)                                 | Wellington |
| Bob Paul           |     | 2 (0)                                 | Wellington |
| Brian Tracey       |     | 3 (0)                                 | Auckland   |
| Rodney Walker      |     | 2 (0)                                 | Canterbury |
| John Whittaker     | 22  | 3 (6)                                 | Wellington |
| Dennis A. Williams |     | 3 (3)                                 | Auckland   |
| John Wilson        |     | 2 (6)                                 | Auckland   |